# NGC 4539
NGC 4539 ist eine Balken-Spiralgalaxie vom Hubble-Typ SBa im Sternbild Coma Berenices am Nordhimmel. Sie ist schätzungsweise 61 Millionen Lichtjahre von der Milchstraße entfernt und hat einen Durchmesser von etwa 60.000 Lichtjahren. 

Im selben Himmelsareal befinden sich u. a. die Galaxien IC 3473, IC 3484, IC 3530, IC 3580.
Das Objekt wurde am 17. März 1831 vom britischen Astronomen John Herschel entdeckt.